# The Adventures of Kathlyn (film)
The Adventures of Kathlyn è un film muto del 1916 diretto da Francis J. Grandon. Usando lo stesso cast e lo stesso regista, il film è la riproposta in versione più breve di The Adventures of Kathlyn, un serial di 27 rulli il cui primo episodio era uscito nelle sale il 29 dicembre 1913.

## Trama
Kathlyn Hare, figlia del colonnello Hare, un collezionista californiano di animali selvatici, viaggia con sua sorella Winnie ad Allaha, un piccolo principato nell'India orientale, dove il principe Umballah tiene prigioniero il loro padre. Kathlyn, durante le sue numerose avventure, salva il padre e la sorella da ogni pericolo, scopre l'identità del vero re e assiste alla morte di Umballah.

## Produzione
Il film fu prodotto dalla Selig Polyscope Company e venne girato a Chicago, dove la compagnia aveva la sua sede principale.
Il cast riportato deriva da quello del serial, ma è possibile che alcuni degli attori del film non apparissero nella versione originale.

## Distribuzione
Distribuito dalla General Film Company, il film fu presentato in prima il 19 febbraio 1916 al Fine Arts Theater di Chicago, sala dove rimase in programmazione per due settimane. Si pensava che, se il film avesse avuto successo a Chicago, sarebbe poi stato distribuito in altre città, ma non è rimasta traccia di alcun altra distribuzione.
Il film - in dieci bobine - non era coperto da copyright, al contrario del serial - in ventisette bobine - in cui ognuno degli episodi, dal 1913 al 1914, aveva il proprio copyright.

### Conservazione
Non si conoscono copie ancora esistenti della pellicola che viene considerata presumibilmente perduta